# Montes de Ester
Los Montes de Ester son un sistema montañoso de los Alpes orientales entre el valle del río Isar y el valle del río Loisach en los Alpes Bávaros.Se clasifican dentro de los «Prealpes bávaros» o dentro de la cadena montañosa de los Alpes calizos del Tirol septentrional. Se distribuyen a lo largo de 15 km. En el oeste, se encuentran rodeados por el valle del río Loisach y en el este, por el lago Walchensee y el valle del río Isar. Su pico máximo es el Großer Krottenkopf, que excede los 2000 m s. n. m. El cordón montañoso presenta formaciones de caliza. La línea de los árboles ronda los 1700 m. Su nombre, etimológicamente, parece provenir del protocelta «ester». Las cimas más importantes del cordón de Ester son el monte Krottenkopf (2086 m), el Bischof (2033 m), el Hohe Kisten (1922 m), el Hoher Fricken (1940 m) y el Simetsberg (1836 m).